# David Ajang
David Ajang (ur. 31 marca 1970 w Zarii) – nigeryjski duchowny katolicki, biskup Lafii od 2021.

## Życiorys

### Prezbiterat
Święcenia kapłańskie przyjął 3 grudnia 1994 i został inkardynowany do archidiecezji Jos. Pracował głównie jako duszpasterz parafialny, był także m.in. dyrektorem kurialnego wydziału ds. duszpasterstwa powołań, diecezjalnym duszpasterzem młodzieży, a także wychowawcą w archidiecezjalnym seminarium.

### Episkopat
31 marca 2021 papież Franciszek mianował go biskupem diecezji Lafia. Sakry udzielił mu 24 czerwca 2021 nuncjusz apostolski w Nigerii – arcybiskup Antonio Filipazzi. 